# あおもりコンピュータ・カレッジ
あおもりコンピュータ・カレッジは、職業訓練法人青森情報処理開発財団（理事長は青森市長）が運営している情報処理技能者養成施設である。学校教育法に規定される教育施設（専修学校など）ではない。

## 沿革
1987年（昭和62年）、労働省は情報処理技術者不足を背景として「情報処理技術者等養成施設に関する基本方針」を決定した。それを受けて、労働省所管の特殊法人である雇用促進事業団（後の独立行政法人雇用・能力開発機構）は、1988年（昭和63年）から1991年（平成3年）にかけて、全国に15校の情報処理技能者養成施設を設置した。その際、青森県内では青森市と八戸市が誘致に名乗りを上げたが、八戸市にはアレックコンピュータ学院が既に開校していたものの、青森市には情報処理の学校がなかったこと等から、青森県が国に青森市への設置を要請し、1989年（平成元年）4月に開校したものである。
その後、2008年（平成20年）12月に雇用・能力開発機構の廃止が閣議決定されたが、情報処理技能者養成施設の取り扱いについては未定だったところ、当校は当初目標の定員充足率70％に対し、2009年度実績72％と目標を達成していた。そこで、2011年（平成23年）に校舎施設は機構から青森市を経由して青森情報処理開発財団が無償譲渡を受け、機構廃止後も引き続き同財団により運営されている。

## 概要
情報処理技術者の不足が叫ばれていた設立当時の時代を背景として、入学者を第二種情報処理技術者（現在の基本情報技術者に相当）に合格させることを目標に設立された。運営にあたる職業訓練法人は、地元自治体や商工団体、情報処理関連企業等が参画して設立されており、地域の雇用促進と地域経済の発展に貢献することを目的としている。職業訓練のレベルに関しては、高校卒業者を対象とする2年制の職業能力開発短期大学校（愛称: ポリテクカレッジ）が高度職業訓練であるのに対して、同じく高校卒業者を対象とする2年制の情報処理技能者養成施設（コンピュータ・カレッジ）は普通職業訓練とされている。

## 所在地
- 青森県青森市荒川柴田129番地

## 学科
- コンピュータシステム科
- コンピュータビジネス科
  - デザイン専攻
  - マネジメント専攻